# Gabriel Riofrío
Gabriel Riofrío (Córdoba, 26 de abril de 1977 - Sunchales, 7 de enero de 2001) fue un jugador profesional de baloncesto argentino. Fue el primer y hasta ahora único caso de un jugador de la Liga Nacional de Básquet de Argentina que falleció en un campo de juego durante un partido oficial. 

## Trayectoria
Hijo del baloncestista Guillermo Riofrío, comenzó a practicar el deporte siendo muy joven.
Hizo su debut en la Liga Nacional de Básquet el 26 de enero de 1993, vistiendo la camiseta de Banco de Córdoba en un duelo contra GEPU. En la siguiente temporada, luego de que se desmoronara el proyecto baloncestístico de la institución cordobesa, actuó como ficha juvenil en Gimnasia y Esgrima de Comodoro Rivadavia. 
En 1994 se sumó a Andino Sport Club. En el equipo riojano jugaría las siguientes tres temporadas, aumentando considerablemente su cantidad de minutos en cancha por partido. Allí comenzó a confirmarse su talento para el baloncesto. Pese a que su posición habitual en la cancha era la de alero, tenía la habilidad suficiente como para cubrir otro roles, algo inusual para la época.
Fue fichado por Atenas en 1997. Aunque el equipo se consagraría campeón de la Liga Nacional de Básquet 1997-98 y de la Liga Sudamericana de Clubes 1998, Riofrío tendría un papel secundario, opacado por el estadounidense Steve Edwards que se desempeñaba en su misma posición. A raíz de ello dejó al club cordobés al concluir la temporada y firmó contrato con Estudiantes de Olavarría. Allí encontró muchas más oportunidades para jugar, por lo que sus promedios crecieron en todos los rubros. 
En 1999 pasó a Estudiantes de Bahía Blanca. En su primera temporada sólo vio acción en 20 encuentros, perdiéndose el resto a causa de lesiones. En la siguiente temporada, en cambio, se afianzó en el equipo y en sólo tres meses disputó 24 partidos. Entre medio de ambas temporadas fue parte del combinado de Córdoba que se impuso ante todos sus rivales en el Campeonato Argentino de Básquet de 2000.

### Selección nacional
Riofrío fue miembro del seleccionado juvenil de baloncesto de Argentina que terminó en la sexta ubicación del Campeonato Mundial de Baloncesto Sub-19 de 1995 y del que terminó en la cuarta ubicación del Campeonato Mundial de Baloncesto Sub-22 Masculino de 1997. Ese último equipo estuvo también integrado por jugadores como Emanuel Ginóbili, Fabricio Oberto, Juan Ignacio Sánchez, Leonardo Gutiérrez, Luis Scola, Leandro Palladino y Lucas Victoriano, siendo la semilla de lo que posteriormente sería la Generación Dorada.

## Fallecimiento
El 7 de enero de 2001, mientras Riofrío jugaba su partido 25 en el campeonato y el 300 de su carrera en la LNB, el baloncestista sufrió un paro cardiorrespiratorio en el campo de juego del estadio El Hogar de los Tigres de la ciudad de Sunchales, promediando la mitad del último cuarto del cotejo entre Estudiantes de Bahía Blanca y Libertad. Fue asistido por el médico Ernesto Bosco y llevado al hospital para ser reanimado, pero las intervenciones de los profesionales no tuvieron éxito. 
En los días posteriores a su deceso se hizo público que Riofrío había sido diagnosticado con una miocardiopatía hipertrófica hacía unos pocos meses atrás, pero que ya registraba problemas de índole cardíaco desde su paso por Gimnasia y Esgrima de Comodoro Rivadavia. Esa información desató una polémica en el ámbito del baloncesto profesional argentino, cuestionándose el hecho de que se permitiese participar de torneos oficiales a atletas con severos problemas de salud aún en contra de las recomendaciones médicas. Fue enterrado en el cementerio Lomas de Villa Allende en Córdoba.
Riofrío fue objeto de diversos homenajes en los años siguientes a su muerte, siendo quizás el más significativo el que le hizo el club Banco de Córdoba al bautizar a su estadio con su nombre en 2017.